# Тетрахлоропалладат(II) аммония
Тетрахлоропалладат(II) аммония — неорганическое соединение, 
комплексный хлорид металла палладия и аммония 
(аммониевая соль тетрахлоропалладиевой кислоты)
с формулой (NH4)2[PdCl4], 
тёмно-зелёные кристаллы, 
растворимые в воде.

## Получение
- Медленное упаривание смесей растворов тетрахлоропалладиевой кислоты и хлорида аммония:

{\displaystyle {\mathsf {H_{2}[PdCl_{4}]+2NH_{4}Cl\ {\xrightarrow {}}\ (NH_{4})_{2}[PdCl_{4}]+HCl}}}
- Пропускание хлора через суспензию палладиевой черни в концентрированном растворе хлорида аммония:

{\displaystyle {\mathsf {Pd+Cl_{2}+2NH_{4}Cl\ {\xrightarrow {80^{o}C}}\ (NH_{4})_{2}[PdCl_{4}]}}}

## Физические свойства
Тетрахлоропалладат(II) аммония образует тёмно-зелёные кристаллы 
тетрагональной сингонии, 
пространственная группа P 4/mmm, 
параметры ячейки a = 0,721 нм, c = 0,426 нм, Z = 1.
Растворяется в воде, 
не растворяется в этаноле.

## Химические свойства
- Реагирует с избытком аммиака:

{\displaystyle {\mathsf {(NH_{4})_{2}[PdCl_{4}]+4NH_{3}\ {\xrightarrow {}}\ [Pd(NH_{3})_{4}]Cl_{2}+2NH_{4}Cl}}}
- При постепенном добавлении аммиака образуется нерастворимая соль Вокелена:

{\displaystyle {\mathsf {2(NH_{4})_{2}[PdCl_{4}]+4NH_{3}\ {\xrightarrow {}}\ [Pd(NH_{3})_{4}][PdCl_{4}]\downarrow +4NH_{4}Cl}}}
- Реагирует с хлором при пропускании его через суспензию в растворе хлорида аммония:

{\displaystyle {\mathsf {(NH_{4})_{2}[PdCl_{4}]+Cl_{2}\ {\xrightarrow {}}\ (NH_{4})_{2}[PdCl_{6}]\downarrow }}}